# Maria Rodziewiczówna

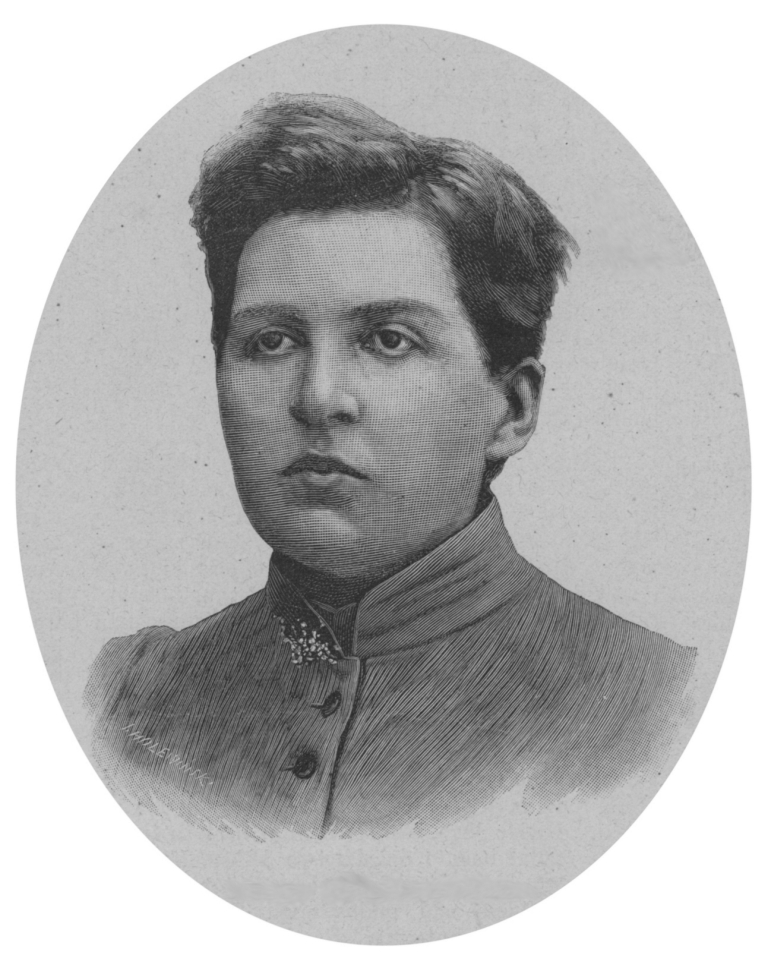
Foto von 1889

Maria Rodziewiczówna (* 1863 in Rajon Selwa, Russland; † 1944 bei Skierniewice, Volksrepublik Polen) war eine polnische Schriftstellerin des Positivismus. Ihre Familie gehörte der Wappengemeinschaft Łuk an.
Rodziewiczówna stammte aus verarmtem Landadel. Ihre Eltern wurden nach dem Januaraufstand 1863–1865 enteignet und nach Sibirien deportiert. Sie wurde von ihren Großeltern und nach deren Tod von Freunden der Familie erzogen. 1871 kamen ihre Eltern im Zuge einer Amnestie wieder nach Hause und zogen mit ihr nach Warschau. 1881 erbte sie ein Landgut in Hruszowa in Polesien im heutigen Belarus. Im Jahr darauf begann sie Novellen zu veröffentlichen, in denen sie das Landleben, die Repressalien, aber auch Frauenrechte thematisierte. Sie schwor, niemals heiraten zu wollen und trug einen kurzen Haarschnitt. Auf dem Landgut lebte sie allein mit ihrer Freundin Helena Weychert. Beide erwarben auch eine Wohnung in Warschau. Später lebte sie mit Jadwiga Skirmuntt zusammen. Auf ihrem Landgut gründete sie eine Frauengesellschaft. Im Ersten Weltkrieg unterstützte sie die polnische Sache. In der Zwischenkriegszeit unterstützte sie die Großgrundbesitzer und engagierte sich gegen Landreformen. Zeitweilig war sie Mitglied der rechtskonservativen Partei Obóz Zjednoczenia Narodowego. Nach dem Ausbruch des Zweiten Weltkriegs wurden ihre Güter von der Roten Armee besetzt und sie wurde enteignet. Zusammen mit Skirmuntt floh sie in den deutsch-besetzen Teil Polens nach Łódź und danach nach Warschau. Dort lebte sie in prekären Verhältnissen ohne festen Wohnsitz. Nach der Niederschlagung des Warschauer Aufstands floh sie aus Warschau und starb kurze Zeit später an einer Lungenentzündung in einer Waldhütte bei Skierniewice. Sie wurde zunächst vor Ort bestattet, jedoch später auf dem Warschauer Powązki-Friedhof in einem Ehrengrab beigesetzt. Rodziewiczówna heiratete nie und hatte keine Kinder. Ihre Homosexualität war zu ihrer Zeit ein offenes Geheimnis. Skirmuntt bezeichnete ihre Beziehung zu Rodziewiczówna als Wahlverwandtschaft mit Bezug auf Goethes gleichnamigen Roman.
Rodziewiczówna veröffentlichte mehrere Dutzend Romane und Novellen, von denen viele in der Volksrepublik Polen verfilmt wurden.